# Europejskie Igrzyska Halowe w Lekkoatletyce 1967 – bieg na 800 m mężczyzn
Bieg na 800 metrów mężczyzn – jedna z konkurencji biegowych rozgrywanych podczas lekkoatletycznych europejskich igrzysk halowych w hali Sportovní hala w Pradze. Eliminacje zostały rozegrane 11 marca, a bieg finałowy 12 marca 1967. Zwyciężył reprezentant Irlandii Noel Carroll, który tym samym obronił tytuł zdobyty na poprzednich igrzyskach. Również srebrny medalista z poprzednich igrzysk Tomáš Jungwirth z Czechosłowacji powtórzył swoje osiągnięcie.

## Rezultaty

### Eliminacje
Rozegrano 2 biegi eliminacyjne, do których przystąpiło 10 biegaczy. Awans do finału dawało zajęcie jednego z pierwszych trzech miejsc w swoim biegu (Q).
Opracowano na podstawie materiału źródłowego.
Bieg 1
| Miejsce | Zawodnik             | Czas   | Uwagi |
| ------- | -------------------- | ------ | ----- |
| 1       | Gerd Larsen          | 1:50,8 | Q     |
| 2       | Tomáš Jungwirth      | 1:51,1 | Q     |
| 3       | Hansueli Mumenthaler | 1:51,2 | Q     |
| 4       | Jörg Balke           | 1:51,4 |       |
| 5       | Radovan Piplović     | NT     |       |

Bieg 2
| Miejsce | Zawodnik             | Czas   | Uwagi |
| ------- | -------------------- | ------ | ----- |
| 1       | Noel Carroll         | 1:51,6 | Q     |
| 2       | Pierre Toussaint     | 1:51,7 | Q     |
| 3       | Jan Kasal            | 1:51,8 | Q     |
| 4       | Mathias Seidler      | 1:51,8 |       |
| 5       | Gianfranco Carabelli | 1:52,1 |       |

### Finał
Opracowano na podstawie materiału źródłowego.
| Miejsce | Zawodnik             | Czas   |
| ------- | -------------------- | ------ |
| 1       | Noel Carroll         | 1:49,6 |
| 2       | Tomáš Jungwirth      | 1:49,8 |
| 3       | Jan Kasal            | 1:50,0 |
| 4       | Hansueli Mumenthaler | 1:53,4 |
| –       | Gerd Larsen          | DNF    |
| –       | Pierre Toussaint     | DQ     |